# Savage Genius
Savage Genius  (яп. サヴィッジ・ジーニアス са:бичи дзи:нюсу, Savage Genius) — японская музыкальная группа. Имеет контракт с Victor Entertainment. С 2008 года Аа (ああ?) осталась в качестве единственного члена группы.

## История
Изначально — дуэт, в котором состояли Аа  (яп. ああ Аа, Аа) (вокал, лирика) и Такуми (композитор, продюсер, аранжировщик).
Savage Genius дебютировали в 2001 году, подписали контракт с Warner Music Japan и выпустили два сингла.
В 2004 году они подписали контракт с Victor Entertainment, где продолжили выпускать песни, многие из которых стали саундтреками к аниме-сериалам.
С 2008 года Такуми оставил дуэт, и с тех пор Аа осталась единственным участником Savage Genius.

## Оригинальные саундтреки аниме
2009 — Pandora Hearts. Эндинг первый Maze (эп.1-13)

2009 — Pandora Hearts. Эндинг второй Watashi wo Mitsukete (эп.14-25)

2008 — Yozakura Quartet [ТВ]. вступительная заставка JUST TUNE

2007 — El Cazador De La Bruja. заставка Hikari no Yukue

2006 — Simoun. Эндинг Inori no Uta

2005 — Elemental Gelade. заставка Forever

2005 — Elemental Gelade. Фоновая композиция Ameagari.
2004 — Uta-Kata [ТВ]. Эндинг Itsuka Tokeru Namida

2004 — Uta-Kata [ТВ]. заставка Omoi wo Kanadete

### Дискография
| #  | Информация |
| -- | --- |
| 1  | "Orange" (яп. オレンジ Orenji) - Релиз: 27 февраля 2002 года - Номер в каталоге: - Позиция в чарте Орикон: - Недель в чарте: |
| 2  | "Koigokoro" (яп. 恋心, "A Heart in Love") - Релиз: 12 июня 2002 года - Номер в каталоге: - Позиция в чарте Орикон: - Недель в чарте:                                                                                            |
| 3  | "Omoi o Kanadete" (яп. 想いを奏でて, "Playing on My Feelings") - Релиз: 21 октября 2004 года - Номер в каталоге: VICL-35714 - Позиция в чарте Орикон: #53 - Недель в чарте: 6 - Открывающая композиция к аниме Uta-Kata         |
| 4  | «Forever…» - Релиз: 11 мая 2005 года - Номер в каталоге: VICL-35793 - Позиция в чарте Орикон: #16 - Недель в чарте: 8 - Открывающая композиция к аниме Elemental Gelade                                                         |
| 5  | «Take a chance» - Релиз: 6 июля 2005 года - Номер в каталоге: VICL-35834 - Позиция в чарте Орикон: #26 - Недель в чарте: 4 - Открывающая и закрывающая композиции к игре Gundam True Odyssey ~Legend of the Lost G~             |
| 6  | "Inori no Uta" (яп. 祈りの詩, "Song of Prayer") - Релиз: 19 апреля 2006 года - Номер в каталоге: VICL-35990 - Позиция в чарте Орикон: #52 - Недель в чарте: 3 - Закрывающая композиция к аниме Simoun                           |
| 7  | "Aizome" (яп. あいぞめ, lit. "Indigo Dye") - Релиз: 21 декабря 2006 года - Номер в каталоге: VICL-36176 - Позиция в чарте Орикон: #75 - Недель в чарте: 3 - Закрывающая композиция к аниме Jigoku Shōjo Futakomori              |
| 8  | "Hikari no Yukue" (яп. 光の行方, lit. "Light's Whereabouts") - Релиз: 16 мая 2007 года - Номер в каталоге: VICL-36611 - Позиция в чарте Орикон: #39 - Недель в чарте: 3 - Открывающая композиция к аниме El Cazador de la Bruja |
| 9  | «JUST TUNE» - Релиз: 16 октября 2008 года - Номер в каталоге: VTCL-35040 - Позиция в чарте Орикон: #52 - Недель в чарте: 8 - Открывающая композиция к аниме Yozakura Quartet                                                    |
| 10 | «Maze» feat. Tomoe Ohmi (яп. 近江 知永 Ohmi Tomoe) - Релиз: 3 июня 2009 года - Номер в каталоге: VTCL-35058 - Позиция в чарте Орикон: #35 - Недель в чарте: 5 - Закрывающая композиция к аниме Pandora Hearts                   |
| 11 | "Watashi wo mitsukete." (яп. 私をみつけて。 , lit. "Find me.") - Релиз: 19 августа 2009 года - Позиция в чарте Орикон: #85 - Недель в чарте: 2 - Закрывающая композиция к аниме Pandora Hearts                                  |